# ایبو
ایبو (به لاتین: Ebu) یک شهرک در جمهوری خلق چین است که در شهرستان هایفنگ واقع شده‌است. ایبو ۳٫۷ متر بالاتر از سطح دریا واقع شده‌است.